# EUobserver
EUobserver.com è una testata giornalistica online che si occupa principalmente di politica legata all'Unione europea.
(La fondatrice Lisbeth Kirk sulla sezione "About us" del sito)
Fondato nel 2000 e rinnovato nella grafica nel 2008 (per rispettare gli standard W3C), secondo il sito stesso ottiene circa 60mila accessi quotidiani
. La sua sede è al numero 203 di Rue Belliard, Bruxelles (Belgio).

## Storia
Il sito web è stato lanciato per la prima volta nel 2000 da Lisbeth Kirk, una giornalista danese.
Kirk è stata sia caporedattore che caporedattore del giornale fino al 2015, dopo di che è stata sostituita da Eric Maurice, che ha assunto la carica di redattore capo della pubblicazione. Nel 2019, Koert Debeuf è stato nominato nuovo redattore -capo di EUobserver.
Il giornalista britannico-americano James Kanter ha assunto la direzione del redattore capo da febbraio 2022 a marzo 2022. Allo stesso tempo, il commentatore residente a Bruxelles Shada Islam è entrato a far parte di EUobserver come redattore della rivista EUobserver.